# Deutsche Schwimmmeisterschaften 1901
Die 18. Deutschen Meisterschaften im Schwimmen fanden am 18. und 19. August 1901 in Magdeburg statt. Es wurde eine Strecke von 100 m sowie 1500 m geschwommen und der Mehrkampf ausgetragen, welche aus Tauchen, Springen und 100 m Schwimmen bestand. Zudem fanden Vorläufe (ohne Meisterschaft) in Tauchen, 100 m Rücken, 200 m Brust und 3 × 200 m Freistil statt. Die Staffelsieger erhielten einen „Weltausstellungspreis“.
| Disziplin       | Name            | Verein                           | Zeit        | Punkte |
| --------------- | --------------- | -------------------------------- | ----------- | ------ |
| 100 m Freistil  | Walter Riemann  | Magdeburger Schwimmclub von 1896 | 1:20,2 min  | –      |
| 1500 m Freistil | Emil Rausch (a) | Poseidon Berlin                  | 26:20,4 min | –      |
| Mehrkampf       | Walter Riemann  | Magdeburger Schwimmclub von 1896 | –           | 40,80  |